# Presidencia de Bombay

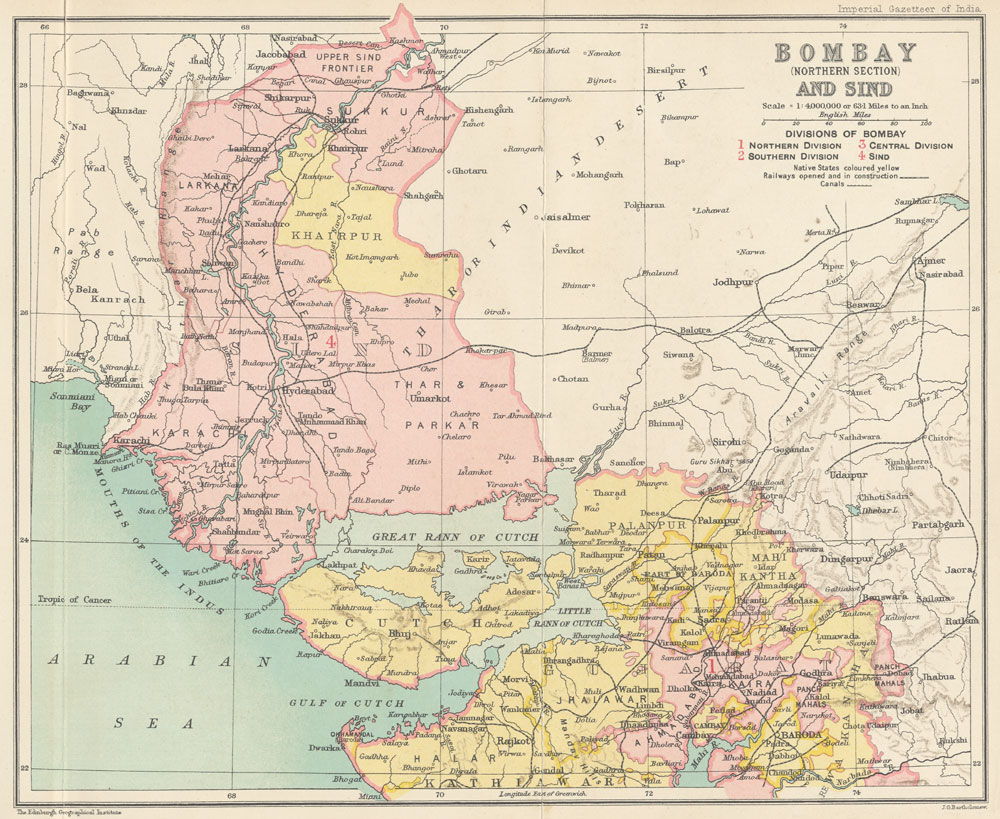
Mapa de la parte norte (1909)

La Presidencia de Bombay, más tarde llamada Provincia de Bombay fue una entidad administrativa de la India Británica, formada por los territorios occidentales de la India. Existió entre 1703 y 1936. Estaba formada por cuatro divisiones fiscales, 24 distritos (25 en 1906) y numerosos estados tributarios protegidos. La superficie del territorio británico era de 321 479 km² con una población de 16 489 274 habitantes y los estados protegidos (excluido Baroda) 191 020 km² y población de 6 941 249 habitantes, es decir en total 512 499 km² y 23 430 523 habitantes (1881) o 488 850 km² y 25 424 235 habitantes (1901). El estado de Baroda, considerado aparte, pero dentro de la presidencia, medía 22 196 km² y tenía 2 185 005 habitantes. En sus límites estaban enclavados los territorios portugueses de Goa, Daman y Dice. La capital era Bombay. 

## Historia

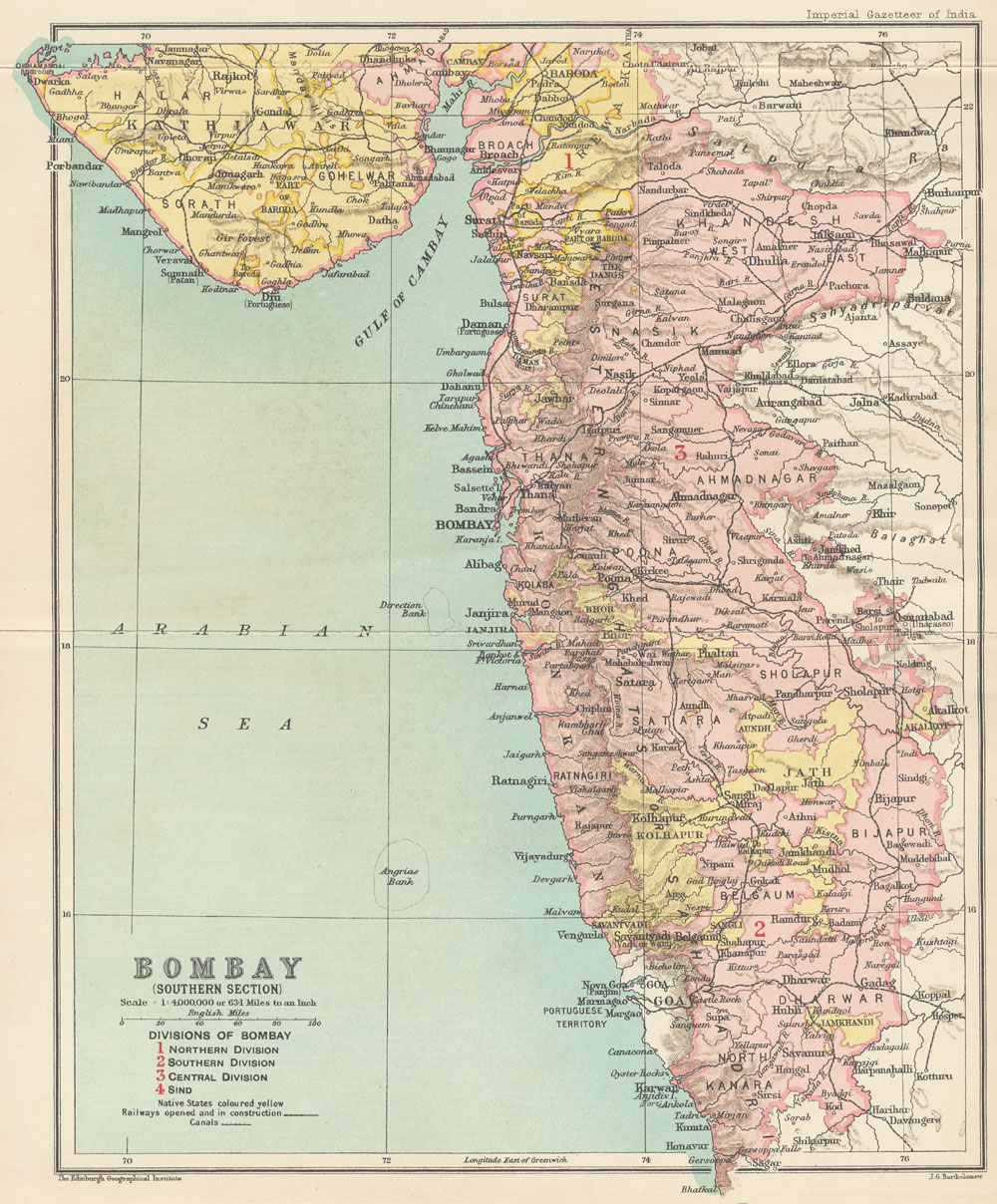
Mapa de la parte sur (1909)

Los arios se establecieron en la zona al segundo milenio; sobre el 510 a. C. llegaron al valle del Indo los conquistadores persas aqueménidas. El 325 a. C. se produjo la marcha de Alejandro El Grande por el Indo.
El Imperio Maurya aconteció budista bajo Asoka (sobre 272-231 a. C.) incluyó Kalinga, la costa occidental y el Dekan y la parte occidental fue puesta bajo gobierno del príncipe gobernador de Ujjain; estos territorios, a la muerte de Asoka se hicieron pronto independientes. 
La zona pasó a los reyes griegos de Bactriana (siglo II a C.) hasta Kathiawar, mientras más al sur, los Andhra y los Satavahana de Paithan al Godavari, lograron el poder. 
Las invasiones de las naciones asiáticas, los escites o sakes, verso el siglo Y, trajeron estos pueblos en la India. sobre 120, Ujjain y Gujarat cayeron en manso de los Kshatrapes que dominaron hasta el 300 siendo su rey más destacado Rudradaman (150), que luchó contra los Satavahanes; sobre 210 los kshatrapa dominaban la India occidental, dominio que mantuvieron hasta aproximadamente el 400 (la línea principal kshatrapa se extinguió sobre el 300 surgiendo líneas menores o Hved-Kshatrapes a Gujarat). Poco antes del 400 Gujarat fue conquistado por los guptas de Magadha que lo dominaron hasta aproximadamente 460 mientras en el Dekan se formaban pequeños reinos algunos de tribus norteñas como los abhires.

## Administración
Estaba dividida en cuatro divisiones fiscales con comisionados al frente: 
- Gujarat (Norte)
- Dekan (Central)
- Carnàtic (Sur)
- Sind.

Sind estaba formado por seis distritos: Karachi (capital), Hyderabad, Larkana, Sukkur, Thar y Parkar, and Upper Sind Frontier, los cuatro primeros a cargo de colectores y los dos últimos de subcomissionats. 
La división norteña o Gujarat la formaban los distritos de Ahmedabad (capital), Broach, Kaira, Panch Mahals, Flotado y Thana. 
La división del Centro o Dekan la formaban los distritos de Poona (capital), Satara, Sholapur, Nasik, Khandesh (después de 1906 dividido en East Khandesh y West Khandesh) y Ahmadnagar. 
La división del Sur o Carnático la formaban los distritos de Belgaum (capital), Dharwar, Bijapur, Kanara, Ratnagiri y Kolaba. 
Bombay (ciudad) formaba de facto un distrito.